# Caitlin Thompson
Caitlin Thompson (2 marzo 1987) è una schermitrice statunitense, specializzata nella sciabola. Ha vinto una medaglia d'oro ai Campionati mondiali di scherma.